# HD 128750
HD 128750，又名BD+18 2906，SAO 101121、HR 5462，是一颗恒星，视星等为5.91，位于銀經18.81，銀緯63.9，其B1900.0坐标为赤經14h 33m 34.9s，赤緯+18° 63.9′ 59″。